# Sander Wijnants

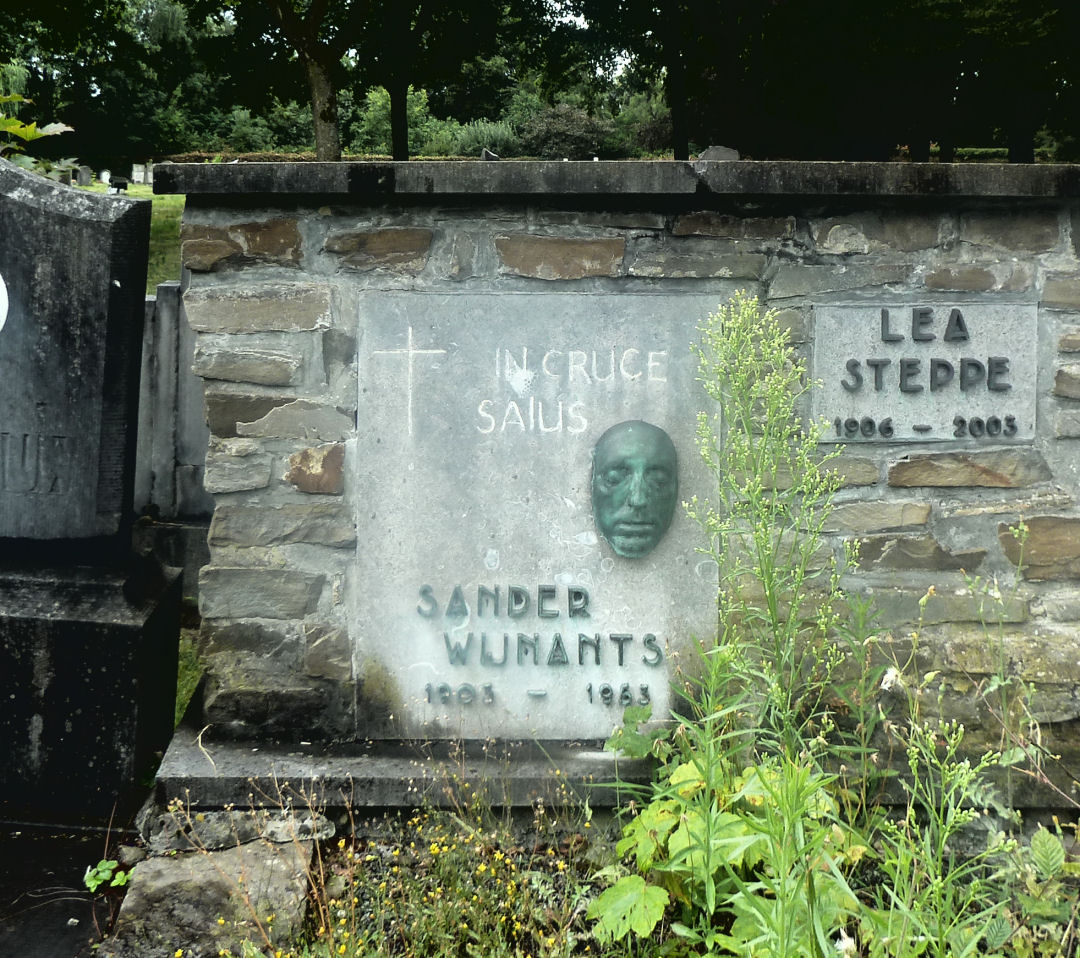
Grafzerk met bronzen dodenmasker, Tereken.

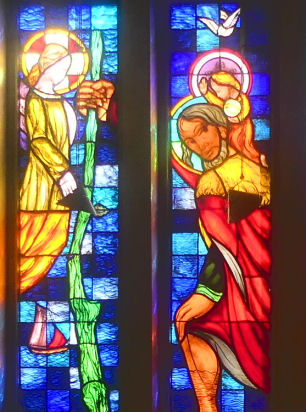
Glasraam, kerk Kristus Koning, detail Sint-Christoffel

Alexander (Sander) Wijnants (Mechelen, 9 maart 1903 - Sint-Niklaas, 9 december 1953) was een Belgisch schilder en glazenier uit het Waasland.

## Werk
Hij was tijdens de Tweede Wereldoorlog van 1943 tot 1944 directeur van de Stedelijke Academie voor Schone Kunsten. Na de oorlog werd hij geschorst en opgevolgd door architect Hilaire De Boom. Hij opende in Sint-Niklaas een atelier van glaskunst, samen met glazenier Staf Pyl.
Zijn opus bevindt zich in verschillende musea.
- Christus Koningkerk (Sint-Niklaas): Glasraam doopkapel: "Doop van Jezus in de Jordaan", ca. 1950.[5]
- De marteldood van Sint-Evermarus.[6]

## Persoonlijk
Alexander Wijnants was de zoon Polydoor Jozef Wynants, beeldhouwer in Mechelen en Victoria Cabuy. Hij huwde kunstenares Lea Steppe, die na zijn dood hertrouwde met beeldhouwer Karel Aubroeck. Hun graf bevindt zich op het kerkhof van Tereken. In 2024 ging zijn dodenmasker verloren bij een grote bronsroof.

## Vernoemd
- In Nieuwkerken-Waas is de Sander Wijnantslaan naar hem vernoemd.

- Gemeinsame Normdatei: 174288859
- International Standard Name Identifier: 0000 0003 5669 4788
- RKD-Nederlands Instituut voor Kunstgeschiedenis: 84372
- Virtual International Authority File: 188824420
- WorldCat: E39PBJkp7JyYdtKxd8djxKFYfq